# 中森三弥
中森 三彌（なかもり さんや、1907年（明治40年）- 2002年（平成14年）7月16日）は、日本の写真家である。 

## 人物
大阪新橋の染物屋に生まれる。関西大学専門部中退。大阪光芸倶楽部、銀影探光倶楽部を経て、1940年（昭和15年）、浪華写真倶楽部に入会。小石清、本庄光郎、花和銀吾らから指導を受ける。長く同倶楽部の幹事長や代表を務めた。中藤敦らと堺公共職業補導所写真科にて指導、なんばデザイナー学院写真科教授。サンフォトクラブを主宰する傍ら、他写真クラブを指導しアマチュア写真家の育成に携わった。他にくらぶ草土会、オール関西写真集団に属した。日赤大阪府支部写真奉仕団団長、大阪写真材料商業組合理事、全日本写真連盟関西本部顧問を務め、日本写真協会功労賞、全日本写真連盟関西本部表彰、日本赤十字社厚生大臣特別表彰など各方面から受賞。95歳で他界。若手を育てることに長けていた。

## 写真集
- 「花ごのみ 中森三弥写真集」東方出版、1994年。

## 主な展覧会
- 1955年（昭和30年）「京の風物」
- 1984年（昭和59年）「花ごのみ」
- 1994年（平成6年）「花ごのみ」

## 主な表彰
- 全日本写真連盟関西本部表彰 - 1975年（昭和50年）。
- 日本写真協会功労賞（第44回） - 1993年（平成5年）。
- 日本赤十字社厚生大臣特別表彰 - 1994年（平成6年）。

## 関連事項
- 浪華写真倶楽部